# Jamestown-bloedbad van 1622

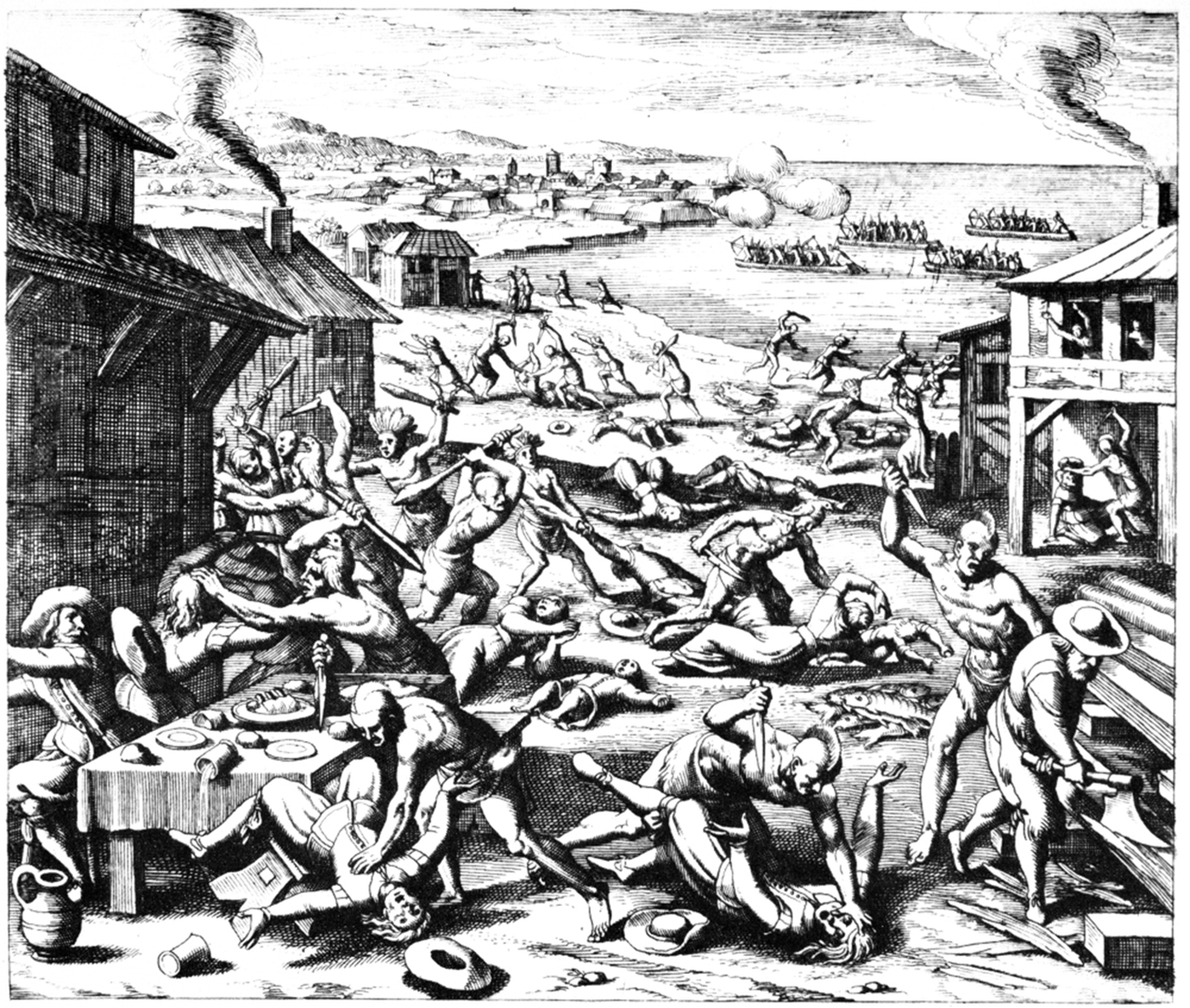
Het Jamestownbloedbad van 1622, weergegeven in een houtsnede door Matthaeus Merian, 1628.

Het Jamestownbloedbad van 1622 (Indian Massacre of 1622) of het Indiaanse bloedbad was een grote aanval van de Powhatan op de inwoners van de Britse kolonie Jamestown (Virginia). De aanval vond plaats op vrijdag 22 maart 1622. Het was de eerste van een reeks verrassingsaanvallen van de indianen op de kolonisten. 347 mensen kwamen bij de aanval om het leven; een kwart van de toenmalige bevolking van Jamestown. De aanvallen werden geleid door opperhoofd Opchanacanough.

## Achtergrond
De situatie tussen de kolonisten en de indianen was al langer gespannen. Omdat de Britten koste wat het kost de kolonie wilden handhaven, was het in de beginjaren noodzakelijk om op goede voet te blijven staan met de indianen. Maar desondanks was er veel vijandigheid van de kolonisten tegenover de indianen., en werd het voor de Powhatan steeds meer duidelijk dat de Britten zich niet enkel voor handel in Jamestown hadden gevestigd, maar het hele land wilden bezitten.
In 1610 werd Thomas Gates benoemd tot gouverneur van Jamestown. Onder zijn bevel werd een aantal indianen van de Powhatanstam in een hinderlaag gelokt en vermoord, wat resulteerde in de Eerste Anglo-Powataanse oorlog. Deze oorlog eindigde toen Pocahontas trouwde met John Rolfe en probeerde een brug te slaan tussen haar volk en de Britten. In 1618, na de dood van Pocahontas, werd Opechancanough stamhoofd van de Powhatan. Hij geloofde niet dat de vrede met de kolonisten te handhaven was.

## De aanval
De aanval zou plaatsgevonden hebben op 22 maart 1622, hoewel die datum niet geheel correct is. Engeland en zijn koloniën hanteerden ten tijde van de aanval nog de Juliaanse kalender, waarin nieuwjaarsdag op 25 maart viel. Volgens deze kalender vond de aanval plaats op 22 maart 1621, drie dagen voor de start van 1622. Er deed zich het gerucht voor dat de aanval op goede vrijdag plaatsvond, maar dat bleek niet correct te zijn.
Een van de bekendste verslagen van de aanval is te lezen in John Smith’s History of Virginia, hoewel hij al sinds 1609 niet meer in Jamestown was geweest en dus geen ooggetuige van het gebeuren. In zijn verslag is te lezen dat de indianen met fruit, vis en vlees naar de kolonie kwamen om het te doen lijken alsof ze enkel voedsel kwamen verkopen, maar grepen ze plotseling alles wat maar enigszins als wapen gebruikt kon worden en richtten een slachtpartij aan onder de kolonisten. Ook vrouwen en kinderen werden niet gespaard. Ook andere kleine gemeenschappen rondom de kolonie werden aangevallen. Hierbij werden onder andere 20 vrouwen gevangen en vastgehouden voor losgeld.
Een aantal kolonisten waren vooraf gewaarschuwd door een indiaan die bij de kolonist Richard Pace in huis woonde. Zijn naam komt in geen van de officiële verslagen en bronnen over de indiaanse aanval terug, maar volgens de verhalen heette hij "Chanco" of "Chauco".

## Nasleep
Opechancanough besloot de rest van de kolonisten te sparen in de hoop dat ze zouden vertrekken of de indianen met meer respect zouden gaan behandelen. De kolonisten trokken zich echter terug in kleinere nederzettingen die beter te verdedigen waren. Van hieruit pleegden ze overvallen op de maïsvelden en andere voedselbronnen van de Powhatan.
In 1624 werd Virginia een kroonkolonie, wat inhield dat de Britse kroon rechtstreeks het bevel over de kolonie ging voeren in plaats van dit over te laten aan de London Company. In 1644 volgde een tweede bloedig treffen tussen de indianen en de kolonisten, waarbij 500 kolonisten gedood werden. Hierbij kwam ook Opechancanough om het leven.